# Gyros (bướm đêm)
Gyros là một chi bướm đêm thuộc họ Crambidae.

## Loài
- Gyros atripennalis  Barnes & McDunnough, 1914
- Gyros muirii  (H. Edwards, 1881)
- Gyros powelli  Munroe, 1959